# 福岡県道710号宮本大川線
福岡県道710号宮本大川線（ふくおかけんどう710ごう みやもとおおかわせん）は、福岡県久留米市から大川市に至る一般県道である。

## 概要
久留米市三潴町（佐賀県道・福岡県道15号佐賀八女線交点から福岡県道759号壱丁原白口線にかけて）と大川市の一部区間に幅員が狭く、離合が困難な区間が存在する。
起点近くと終点近くにどちらも神功皇后の三韓征伐に関係する神社がある。

### 路線データ
- 起点：福岡県久留米市大善寺町宮本（傘橋交差点、福岡県道23号久留米柳川線交点、福岡県道756号中津白口線上）
- 終点：福岡県大川市大字酒見（宮内交差点、国道442号交点）

## 路線状況

### 重複区間
- 福岡県道756号中津白口線（久留米市大善寺町宮本・傘橋交差点（起点） - 久留米市大善寺町藤吉・大善寺橋交差点）
- 福岡県道47号久留米城島大川線（久留米市大善寺町藤吉・若宮橋交差点 - 久留米市大善寺町藤吉・大善寺橋交差点）
- 福岡県道706号筑後城島線（三潴郡大木町笹渕 地内）
- 福岡県道702号柳川城島線（久留米市城島町江上本 - 大川市上白垣）
- 福岡県道765号鐘ヶ江酒見間線（大川市大字酒見）

## 地理

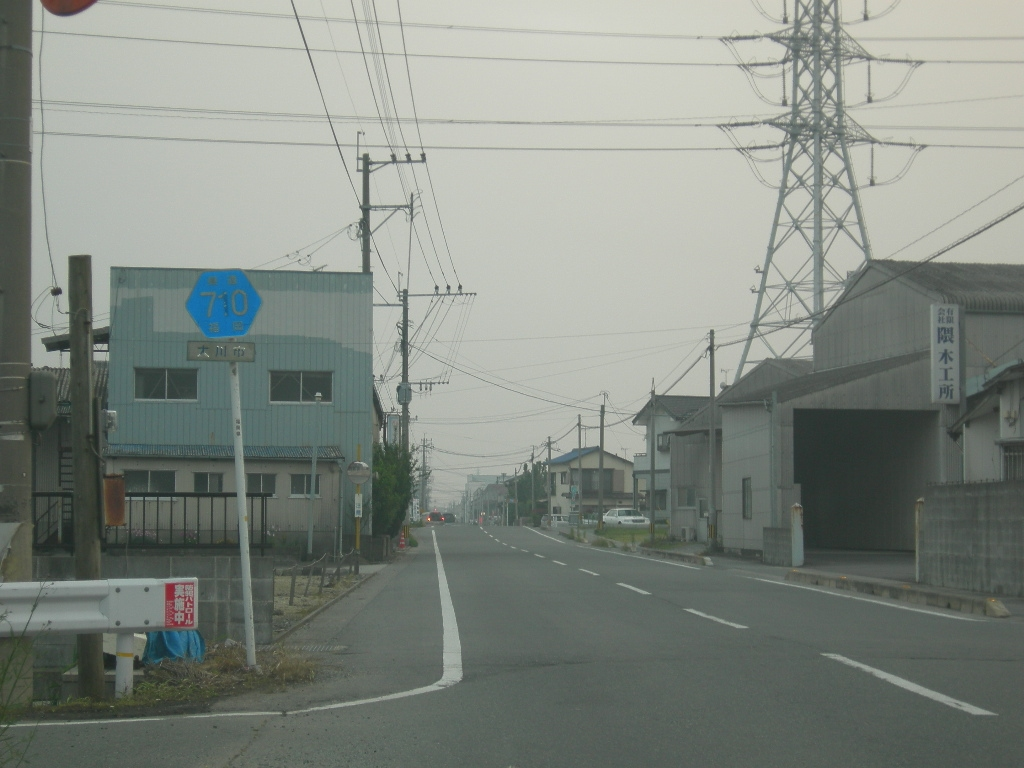
福岡県道710号宮本大川線（福岡県大川市）

### 通過する自治体
- 久留米市
- 三潴郡大木町
- 久留米市
- 三潴郡大木町
- 大川市
- 久留米市
- 大川市

※大木町の区間は2回通るが、いずれもごくわずかである。

### 交差する道路
| 交差する道路 | 市町村名 | 市町村名 | 交差する場所 | 交差する場所       |
| --- | -------- | -------- | ------------ | ------------------ |
| 福岡県道23号久留米柳川線 福岡県道756号中津白口線 重複区間起点                                                    | 久留米市 | 久留米市 | 大善寺町宮本 | 傘橋交差点 / 起点  |
| 福岡県道47号久留米城島大川線 重複区間起点                                                                        | 久留米市 | 久留米市 | 大善寺町藤吉 | 若宮橋交差点       |
| 福岡県道47号久留米城島大川線 重複区間終点 佐賀県道・福岡県道146号坂口藤吉線 福岡県道756号中津白口線 重複区間終点 | 久留米市 | 久留米市 | 大善寺町藤吉 | 大善寺橋交差点     |
| 福岡県道701号城島三潴線                                                                                          | 久留米市 | 久留米市 | 三潴町高三潴 | 塚崎交差点         |
| 佐賀県道・福岡県道15号佐賀八女線                                                                                 | 久留米市 | 久留米市 | 三潴町壱町原 | 農協給油所前交差点 |
| 福岡県道759号壱丁原白口線                                                                                        | 久留米市 | 久留米市 | 三潴町壱町原 |                    |
| 福岡県道706号筑後城島線 重複区間起点                                                                             | 三潴郡   | 大木町   | 笹渕         |                    |
| 福岡県道706号筑後城島線 重複区間終点                                                                             | 三潴郡   | 大木町   | 笹渕         |                    |
| 福岡県道83号大和城島線                                                                                           | 久留米市 | 久留米市 | 城島町江上上 | 城島町江上上交差点 |
| 福岡県道711号江島筑後線                                                                                          | 久留米市 | 久留米市 | 城島町江上   |                    |
| 福岡県道702号柳川城島線 重複区間起点                                                                             | 久留米市 | 久留米市 | 城島町江上本 |                    |
| 福岡県道702号柳川城島線 重複区間終点                                                                             | 大川市   | 大川市   | 上白垣       |                    |
| 福岡県道99号大川大木線                                                                                           | 久留米市 | 久留米市 | 城島町江上   |                    |
| 国道385号 / 三橋大川バイパス                                                                                     | 大川市   | 大川市   | 中八院       | 新堀橋南交差点     |
| 福岡県道765号鐘ヶ江酒見間線 重複区間起点                                                                         | 大川市   | 大川市   | 大字酒見     |                    |
| 福岡県道765号鐘ヶ江酒見間線 重複区間終点                                                                         | 大川市   | 大川市   | 大字酒見     |                    |
| 国道442号 | 大川市   | 大川市   | 大字酒見     | 宮内交差点 / 終点  |

### 沿線
- 西鉄天神大牟田線 大善寺駅
- 大善寺玉垂宮
- 広川（傘橋、大善寺橋）
- 久留米市立大善寺小学校
- 山ノ井川（天竺橋）
- 三潴消防署
- 久留米市立江上小学校
- 大川家具関連会社群
- 花宗川（酒見橋）
- 風浪宮
- 大川市立大川中学校